# La Sportiva

Animazione calzature Sportiva

La Sportiva è un'azienda italiana che produce calzature ed abbigliamento tecnico dedicato agli sport di montagna.
È tra i leader mondiali nella vendita di scarpette da arrampicata e scarponi d'alta montagna. Nel suo catalogo ci sono anche scarponi da escursionismo e da arrampicata su ghiaccio, scarpe da trail running, scarponi dedicati al mondo dello sci alpinismo ed abbigliamento tecnico da montagna e sci alpinismo.
La sede principale si trova a Ziano di Fiemme, in Trentino Alto-Adige, dove vengono prodotti tutti i modelli più tecnici e di alta gamma.
L'azienda si affida anche ad altri due centri produttivi situati a Montebelluna, in provincia di Treviso, e in Cina.

## Storia
La storia dell'azienda inizia negli anni venti in Trentino-Alto Adige dove il fondatore, Narciso Delladio, un calzolaio, costruisce artigianalmente zoccoli di legno e scarponi di pelle per gli agricoltori e boscaioli della Val di Fiemme e della Val di Fassa. La fondazione si fa risalire al 1928 con la partecipazione di Delladio alla Fiera Campionaria di Milano. Il nome dell'azienda allora era Calzoleria Sportiva.
Risale alla fine degli anni quaranta il brevetto relativo ad uno speciale sistema di allacciatura che sarà utilizzato successivamente dalle più importanti fabbriche di calzature. La fine della guerra porta a un'ulteriore crescita della domanda di scarponi da montagna, cosa che spinge Narciso Delladio ad assumere nuovi collaboratori.
Negli anni cinquanta entra a far parte dell'azienda la seconda generazione Delladio con il figlio Francesco. L'azienda apre un laboratorio a Tesero dove si fabbricano scarponi da sci e il nome cambia in La Sportiva. Il marchio inizia a varcare i confini europei, facendosi conoscere grazie ad un campionario estivo ed invernale completo ed innovativo.
Negli anni settanta entra nell'azienda la terza generazione Delladio con i figli di Francesco, Lorenzo, Marco e Luciano. Con l'avvento degli scarponi da sci in plastica, il settore viene lentamente abbandonato e l'azienda si concentra sugli scarponi da montagna.
Gli anni ottanta segnano il passaggio alla produzione di scarpette da free climbing ed i più forti arrampicatori al mondo iniziano ad usare le scarpette La Sportiva. Heinz Mariacher, Luisa Iovane, Manolo, Roberto Bassi, Stefan Glowacz, Didier Raboutou e altri si arrampicano con i modelli Mariacher, Mega, Kendo e Tao.
Nel 1991, dalla collaborazione tra Giuliano Jellici ed alcuni tra gli atleti dell'azienda, nasce il modello Mythos. Nello stesso anno viene acquisito il 50% di una società francese che si trasforma in La Sportiva France. Nel 1995 la sede di Tesero evidenzia i segni di un sotto-dimensionamento rispetto alle nuove esigenze produttive ed organizzative. Si dà quindi il via ai lavori del modernissimo stabilimento a Ziano di Fiemme, ai piedi delle Dolomiti, che verrà inaugurato nel 1996.
Nel 1997 esce dall'azienda uno dei tre fratelli, Luciano. E nel 1998 entra nel capitale dell'azienda The North Face, società americana leader nel settore dell'abbigliamento e equipaggiamento per lo sport outdoor: inizialmente con il 20% destinato, secondo gli accordi, a raggiungere il 51% nell'arco di cinque anni. Parallelamente The North Face diventa il distributore esclusivo dei prodotti La Sportiva per il Nord America. L'intesa crea però qualche problema e due anni più tardi, nel 2000, la famiglia Delladio chiede l'annullamento dell'accordo e riacquista la quota ceduta nel 1998.
Con il passare degli anni aumentano i modelli presenti nel catalogo dell'azienda, passando dal free climbing all'alpinismo estremo. Nel 2009 viene introdotto Stratos, scarpone dedicato allo sci alpinismo che adotta nuove soluzioni tecniche.
Nel maggio 2011 è raggiunto un maxi accordo con una società cinese, la Fulgent Sun Group, già da anni partner produttivo: viene costituita la Fujian La Sportiva Co. per la distribuzione. Sempre nel 2011 viene presentata alla fiera outdoor Ispo di Monaco di Baviera la prima collezione apparel che uscirà nei negozi di tutto il mondo durante la stagione invernale 2012-2013.
Nell'ottobre 2017 Lorenzo rileva le quote del fratello Marco, diventando l'unico azionista dell'azienda in cui già da tempo c'è anche una esponente della quarta generazione Delladio, Giulia, con il ruolo di responsabile delle strategie di marketing.

## Scarpette e Scarponi
Nel seguente elenco alcuni dei prodotti più famosi dall'azienda, con la data di introduzione:
- Alta Quota, 1970, scarpone da montagna utilizzato per diverse spedizioni sul Lhotse
- Winkler, 1976, prima scarpetta d'arrampicata in pelle con suola liscia
- Mariacher, 1980, dal nome di Heinz Mariacher, collaboratore e tester dell'azienda
- Ballerina, 1984, il primo modello di scarpetta ballerina dell'azienda
- Mega, 1986, dal nome del bar Mega Bar frequentato da Mariacher[4]
- Kendo, 1988, concepita soprattutto per l'arrampicata sportiva
- Mythos, 1991, scarpetta tuttora presente nel catalogo[5][6]
- Nepal Top, 1992, scarpone d'alpinismo ancora presente nel catalogo
- Miura, 1997, scarpetta utilizzata da arrampicatori di punta[7]
- Trango Extreme, 1998, calzatura tecnica per l'arrampicata su ghiaccio
- Katana, 2001, scarpetta polivalente
- Olympus Mons, 2002, utilizzato nell'alpinismo estremo
- Testarossa, 2003
- Solution, 2007, utilizzata soprattutto come scarpetta da bouldering
- Crosslite, 2008, scarpa da Mountain Running particolarmente leggera e reattiva che darà il via ad una sempre più ampia gamma prodotti dedicata alla corsa in montagna
- Stratos, 2009, scarpone da sci alpinismo realizzato interamente in carbonio
- Futura, 2012, scarpetta che adotta il sistema no-edge come anche il modello speedster
- Stratos Cube, 2013, scarpone da sci alpinismo da competizione (peso inferiore ai 470 grammi)

## Atleti
Nel seguente elenco alcuni dei più noti atleti sponsorizzati dall'azienda, per attività:
- arrampicata e alpinismo: Mauro Calibani, Angela Eiter, Kilian Fischhuber, Stefano Ghisolfi, Christoph Hainz, Alexander e Thomas Huber, Beat Kammerlander, Jain Kim, David Lama, Jenny Lavarda, Jacopo Larcher, François Legrand, Sandrine Levet, Mina Markovic, Simone Moro, Akiyo Noguchi, Adam Ondra, Edurne Pasaban, Arnaud e François Petit, Iker Pou, Lucas Preti, Angelika Rainer, Liv Sansoz, Muriel Sarkany, Jakob Schubert, Anna Stöhr, Denis Urubko, Patxi Usobiaga, Jorg Verhoeven, Daniel Woods, Maurizio Zanolla, Luca Zardini

- corsa in montagna: Paolo Bert
- sci alpinismo: Michele Boscacci, Dennis Brunod